# Стърлинг Хейдън
Стърлинг Хейдън (на английски: Sterling Hayden), е американски филмов актьор, писател и мореплавател, роден през 1916 година, починал през 1986 година. 
Един от най-пренебрегваните изпълнители по отношение на номинации за награди, Хейдън е сред най-популярните и търсени типажни актьори в Холивуд през 1950-те, 1960-те и 1970-те години. Той е изпълнител на главни роли в такива класически произведения на велики режисьори като „Асфалтовата джунгла“ (1950) на Джон Хюстън, „Убийството“ (1956) и „Д-р Стрейнджлав“ (1964) на Стенли Кубрик, „Дългото сбогуване“ (1973) на Робърт Олтмън. През 1972 година, Хейдън се появява в епизодична но възлова роля в шедьовъра на Франсис Форд Копола „Кръстникът“. За великолепното си превъплъщение като ултра-националиста генерал Рипър в култовия „Д-р Стрейнджлав“, той е номиниран за най-добър чуждестранен актьор на британските награди БАФТА.
Стърлинг Хейдън показва и завиден писателски талант, издавайки две високо акламирани книги, автобиографичната „Пътешественик“ (1962) и новелата „Пътуване“ (1976).

## Биография

### Ранни години
Стърлинг Хейдън е роден като Стърлинг Релийе Уолтър на 26 март 1916 година в Горен Монтклеър, Ню Джърси, в семейството на Джордж и Франсис Уолтър. Баща му умира, когато той е само на 9 години. Тогава майка му се омъжва за Джеймс Хейдън, чиято фамилия приема и той. Израства в крайбрежните градчета на Нова Англия. Като дете е живял и в Ню Хампшър, Масачузетс, Пенсилвания и Мейн, където посещава училището „Wassookeag School“ в градчето Декстър.
На 16-годишна възраст, Стърлинг напуска училище и се хваща на работа като помощник на морска шхуна. Първото му плаване е от Ню Лъндън, Кънектикът до Нюпорт Бийч, Калифорния. По-късно работи като рибар край бреговете на Нюфаундленд и пожарникар на борда на параход пътуващ до Куба. След придобиване на лиценз, Хейдън е капитан на малък търговски кораб в Карибския басейн. Впоследствие става част от екипажите на големи плавателни съдове, обикаляйки с тях света няколко пъти. Така, още само на 22-годишна възраст, през 1938 година му е възложено първото командване на голям кораб за курс от Масачузетс до Таити.
Отличаващ се с впечатляващи физически данни (висок 196 см), в самото начало на 1940-те, Хейдън става модел от печатните издания. Така се стига до договор с холивудското студио Парамаунт Пикчърс, които го кръщават „Красивият рус викингски бог“. Дебютът си в киното прави във филма „Вирджиния“ (1941) на режисьора Едуард Грифит. Тук Стърлинг се влюбва в главната актриса Меделин Карол с която сключва брак през 1942 година.
Само след две филмови роли, Хейдън напуска Холивуд и се присъединява към Американските военноморски сили като редник под името Джон Хамилтън (псевдоним използван от него само в армията). Тук той е препоръчан за кандидат офицерска школа. След дипломирането си там, Хейдън е произведен в чин втори лейтенант и се включва в офанзивите на американската армия в Адриатика по време на Втората световна война.

## Избрана филмография
| Година | Филм                   | Оригинално заглавие | Роля                        | Режисьор            | Бележки                    |
| ------ | ---------------------- | ------------------- | --------------------------- | ------------------- | -------------------------- |
| 1950   | Асфалтовата джунгла    | The Asphalt Jungle  | Дикс Хендли                 | Джон Хюстън         |                            |
| 1951   | Пътуване в светлината  | Journey into Light  | преподобния Джон Бъроуз     | Стюарт Хейслер      |                            |
| 1952   | Звездата               | The Star            | Джим Йохансон / Бари Лестър | Стюарт Хейслер      |                            |
| 1953   | Толкова голям          | So Big              | Първис Дейонг               | Робърт Уайз         |                            |
| 1954   | Джони Китарата         | Johnny Guitar       | Джони (Китарата) Логан      | Никълъс Рей         |                            |
| 1954   | Неочаквано             | Suddenly            | шериф Тод Шоу               | Луис Алън           |                            |
| 1955   | Последната команда     | The Last Command    | Джим Бауи                   | Франк Лойд          |                            |
| 1956   | Убийството             | The Killing         | Джони Клей                  | Стенли Кубрик       |                            |
| 1957   | Престъпление от страст | Crime of Passion    | полицай Бил Дойл            | Герд Осуалд         |                            |
| 1964   | Д-р Стрейнджлав        | Dr. Strangelove     | бригаден генерал Джак Рипър | Стенли Кубрик       | номинация за награда БАФТА |
| 1969   | Труден договор         | Hard Contract       | Майкъл Карлсън              | С. Лий Погостин     |                            |
| 1970   | Любящ                  | Loving              | Лепридън                    | Ървин Кършнер       |                            |
| 1972   | Кръстникът             | The Godfather       | капитан Макклъски           | Франсис Форд Копола |                            |
| 1973   | Дългото сбогуване      | The Long Goodbye    | Роджър Уейд                 | Робърт Олтмън       |                            |
| 1976   | Двадесети век          | Novecento           | Лео Далко                   | Бернардо Бертолучи  |                            |
| 1978   | Кралят на циганите     | King of the Gypsies | крал Зарко Степанович       | Франк Пиърсън       |                            |